# Alexei Antonowitsch Iljuschin
Alexei Antonowitsch Iljuschin (russisch Алексей Антонович Ильюшин; * 7. Januarjul. / 20. Januar 1911greg. in Kasan; † 31. Mai 1998 in Moskau) war ein russischer Physiker und Hochschullehrer.

## Leben
Iljuschins Eltern waren der Angestellte einer Handelsfirma Anton Nikanorowitsch Iljuschin (1881–1940) und seine Frau Tatjana Akimowna Iljuschina (1881–1955), die beide aus dem Rajon Jelnja stammten. Iljuschin war nach 6 Töchtern der erste Sohn. Der jüngere Sohn Pawel (1916–1940) verunglückte.
Iljuschin besuchte die Mittelschule in Kasan mit Abschluss 1928. Darauf arbeitete er ein Jahr lang als Maschinist in einem Schiffsreparaturbetrieb in der Nähe von Kasan (als Voraussetzung für eine Studienzulassung von Nicht-Arbeiter- oder Bauernkindern). 1929 begann er das Studium an der Universität Kasan, doch schon im Dezember 1929 wechselte er in den 1. Kurs der physikalisch-mathematischen Fakultät der Universität Moskau (MGU). 1930–1931 absolvierte er ein Industriepraktikum mit Ausbildung zum Schlosser und Schmied. Iljuschins wissenschaftliche Arbeit begann im Frühjahr 1932 im Moskauer Zentralen Aerohydrodynamischen Institut (ZAGI). Dort untersuchte er das Trudeln, das häufig zu Abstürzen führte. Nach dem Studium eines Aufsatzes von Nikolai Jegorowitsch Schukowski über die Pendelbewegung mit zwei Freiheitsgraden schlug er vor, den Trägheitstensor eines Flugzeugs zu bestimmen, das bei bifilarer Aufhängung Drehschwingungen vollführt. Die Mechanik-Vorlesungen Alexander Iwanowitsch Nekrassows und Andrei Petrowitsch Minakows 1933–1934 brachten Iljuschin auf die Idee, ein Paraboloid der Wunder zu bauen, in dem Menschen kurvilineare Bewegungen erleben könnten. Die Direktorin des Gorki-Parks Betti Nikolajewna Glan ließ nach Iljuschins Vorschlag den Bautechniker A. J. Epstein ein solches 10 m breites Paraboloid aus Holz mit vertikaler Drehachse und Kegeldach für 10 Personen bauen, das im Sommer 1934 eröffnet wurde und 4 Jahre lang existierte.
1934 schloss Iljuschin das Studium an der MGU als Aerohydromechaniker ab. Darauf begann er die Aspirantur im Institut für Mechanik der MGU und leitete dort das Laboratorium für Festigkeitslehre. Sein Lehrmeister war Heinrich Hencky, dessen Vorlesung er hörte und dessen Arbeiten er studierte.
1935 wurde Iljuschin Berater des Staatlichen Allunionskonstruktionsbüros 47 des Volkskommissariats für Munition (bis 1960). 1936 verteidigte er seine Kandidat-Dissertation über das viskos-plastische Fließen für die Promotion zum Kandidaten der physikalisch-mathematischen Wissenschaften 1937. Ab 1936 arbeitete er im Institut für Mechanik der Akademie der Wissenschaften der UdSSR (AN-SSSR, ab 1991 Russische Akademie der Wissenschaften (RAN)) in der Abteilung für Festigkeit, die er ab 1943 leitete. Dort baute er ein pneumatisches Schlagwerk mit Verformungsgeschwindigkeiten bis 104 s−1 für dynamische Festigkeitsprüfungen. 1938 verteidigte er seine Doktor-Dissertation über die visko-plastische Verformung von Festkörpern. In diesen Arbeiten berücksichtigte er erstmals die thermodynamischen Aspekte und die Wärmeleitung in der Theorie der Verformung. 1938 wurde er Professor der MGU.
1940 trat Iljuschin in die KPdSU ein. Er war nun Berater verschiedener Forschungsinstitute und Sonderkonstruktionsbüros des Volkskommissariats für Munition. Während des Deutsch-Sowjetischen Krieges spielte er eine wichtige Rolle bei der Herstellung von Granaten und Geschützrohren. Als im Oktober 1941 die Mehrzahl der Studenten und Mitarbeiter der MGU evakuiert wurden, blieb eine Gruppe von etwa 40 Studenten und Lehrenden der mechanisch-mathematischen Fakultät der MGU mit Iljuschin an der Spitze in Moskau zum Schutz der Gebäude und Einrichtungen und bereitete sich als Teil der Opoltschenije auf die Verteidigung vor. 1942 wurde Iljuschin Leiter des in Moskau verbliebenen Teils des Lehrstuhls für Elastizität und Direktor des Instituts für Mathematik und Mechanik der MGU. 1943 wurde er zum Korrespondierenden Mitglied der AN-SSSR gewählt. 1946 wurde er Leiter des Lehrstuhls für Festigkeitstheorie und blieb es bis zu seinem Tode. 1947 wurde Iljuschin wissenschaftlicher Leiter der Abteilung P (Festigkeit), deren Chef Wiktor Michailowitsch Panfjorow war.
1949 wurde Iljuschin Vizedirektor für die wissenschaftliche Arbeit des 1947 in Kaliningrad in der Oblast Moskau gegründeten Raketenzentrums NII-88 (jetzt Zentrales Forschungsinstitut für Maschinenbau), in dem Sergei Pawlowitsch Koroljow Leiter der Konstruktionsabteilung war. Dort entwickelte Iljuschin eine Theorie für die Überschall-Gasströmung um einen Festkörper. Er beschäftigte sich mit dem Flattern bei Überschallgeschwindigkeit. Er wurde mit der Entwicklung von Flügelraketen beauftragt, wozu er wegen Versetzung nicht mehr kam.
1950–1952 war Iljuschin Rektor der Universität Leningrad (LGU) als Nachfolger Nikita Andrejewitsch Domnins. Dessen Vorgänger Alexander Alexejewitsch Wosnessenski war im Rahmen der Leningrader Affäre im August 1949 verhaftet und im Oktober 1950 erschossen worden, und die von dem Leiter des Lehrstuhls für Darwinismus und Lyssenkoismus-Anhänger Issaak Israilewitsch Present geführten Verfolgungen der biologischen Wissenschaften dauerten an. Iljuschin gelang es, die wissenschaftliche Arbeit neu zu ordnen, indem er Present vorschlug, einen schriftlichen Jahresplan zu erstellen. Nach einem Jahr trat Present gezwungenermaßen zurück, da er den Plan nicht erfüllte. Die auf Veranlassung Presents entlassenen Mitarbeiter der LGU wurden wieder eingestellt. Als eine Gruppe junger Mitarbeiter der philosophischen Fakultät des Trotzkismus beschuldigt wurde, organisiere Iljuschin eine Diskussion mit dem Sekretär des Stadtparteikomitees, in der dieser seine Unkenntnis demonstrierte und selbst trotzkistische Thesen präsentierte. Iljuschins Nachfolger wurde Alexander Danilowitsch Alexandrow.
1952–1953 war Iljuschin wissenschaftlicher Vizeleiter und Hauptkonstrukteur des Konstruktionsbüros Arsamas-16 für Kernwaffenentwicklung in Sarow des Ministeriums für Mittelmaschinenbau der UdSSR. Dort begegnete er dreimal Lawrenti Beria.
1953–1960 war Iljuschin Direktor des Instituts für Mechanik der AN-SSSR. 1956 wurde er Mitglied der neuen Nationalen Kommission der UdSSR für Theoretische- und Angewandte Mechanik.
Iljuschin war Autor bzw. Mitautor einer Vielzahl von Veröffentlichungen. Zu Iljuschins Schülern gehörten Djuis Danilowitsch Iwlew, Igor Anatoljewitsch Kijko, Wladimir Dmitrijewitsch Kljuschnikow, Pjotr Matwejewitsch Ogibalow, Boris Jefimowitsch Pobedrja, Igor Nikolajewitsch Molodzow und Emilija Alexandrowna Leonowa.
Iljuschin war Delegierter (1951–1959), Mitglied des Präsidiums und Vizevorsitzender (1951–1955) des Obersten Sowjets der RSFSR.
Iljuschin wurde auf dem Nowodewitschi-Friedhof begraben.

## Ehrungen, Preise
- Ehrenzeichen der Sowjetunion (1940, 1951)
- Medaille „Für die Verteidigung Moskaus“ (1944)
- Orden des Roten Sterns (1944)
- Orden des Roten Banners der Arbeit (1945, 1953, 1954, 1975)
- Stalinpreis I. Klasse (1948)[3]
- Jubiläumsmedaille „Zum Gedenken an den 100. Geburtstag von Wladimir Iljitsch Lenin“
- Leninorden (1971, 1986)
- Orden der Oktoberrevolution (1981)
- Verdienter Professor der MGU (1994)
- Lomonossow-Preis der MGU (1995)[1]